# Ci penserò domani
Ci penserò domani è un singolo del gruppo musicale italiano Pooh, pubblicato il 5 ottobre 2012. Il brano vede la collaborazione del cantante italiano Mario Biondi, originariamente fu incluso dai soli Pooh nell'album Boomerang del 1978.

## Classifiche
| Classifica (2012) | Posizione massima |
| ----------------- | ----------------- |
| Italia            | 35                |